# 加拉茲賈
50°44′22″N 25°31′34″E / 50.73944°N 25.52611°E
加拉茲賈（烏克蘭語：Гаразджа），是烏克蘭的村落，位於該國西部沃倫州，由盧茨克區負責管轄，始建於1650年，面積0.85平方公里，海拔高度214米，2001年該村落人口957。